# 최창원 (바둑 기사)
최창원(崔彰元, 1937년 8월 4일 ~ )은 대한민국의 바둑 기사이다.

## 약력
서울 출신으로 1960년에 프로바둑에 입단했다. 1964년 제9기 국수전 본선과 1965년 패왕전, 1966년 제1기 왕위전 본선에 진출했다. 1967년 최고위전과 1968년 패왕전, 최고위전 그리고 1970년 제3기 명인전 본선에도 올랐다. 1968년 패왕전과 최고위전 본선에 올랐으며, 1970년 제3기 명인전 본선에 진출했다. 1995년 1월에 6단으로 승단하였다. 한국기원 소속 최고령의 현역 프로 바둑 기사이다.